# Pumiliopimoa parma
Pumiliopimoa parma Wunderlich, 2004 è una specie di ragni fossili del sottordine Araneomorphae.
È l'unica specie del genere Pumiliopimoa, che è l'unico genere della famiglia Pumiliopimoidae

## Descrizione
La famiglia è di incerta attribuzione nell'ambito degli Araneomorphae; per alcune caratteristiche ricorda i ragni appartenenti alla famiglia Pimoidae e Sinopimoidae.

## Distribuzione
Si tratta di una famiglia estinta di ragni le cui specie ad oggi note sono state scoperte in alcune ambre baltiche. Esse risalgono al Paleogene.

## Tassonomia
A marzo 2015, di questa famiglia fossile è noto un solo genere, composto da una sola specie:
- Pumiliopimoa Wunderlich, 2008a †, Paleogene
  - Pumiliopimoa parma Wunderlich, 2008a †, Paleogene